# شیربیت
شیربیت یکی از روستاهای استان آذربایجان شرقی است که در دهستان ورگهان بخش مرکزی شهرستان اهر واقع شده‌است.این روستا ۱۴۰ نفر جمعیت دارد.